# 朱紫緹
李緻，台灣女演員，曾參與統一企業舉辦2012年（第4屆）「統一星鮮人」決選，拍過多部戲說台灣的單元。

## 主持
- 2012年壹電視《壹起出去玩》

## 電視劇
| 年份   | 頻道       | 劇名             | 飾演           |
| 2012年 | 台視       | 《向前走向愛走》 | 客串           |
| 2013年 | 三立台灣台 | 《世間情》       | 郭茜茜         |
| 2013年 | 三立台灣台 | 《戲說台灣》     | 複數單元及角色 |
| 2017年 | 三立台灣台 | 《一家人》       | 李淑敏         |
| 2018年 | 三立台灣台 | 《金家好媳婦》   | 郭文文         |
| 2019年 | 三立台灣台 | 《炮仔聲》       | 鄭婷           |
| 2022年 | 三立台灣台 | 《一家團圓》     | 葉舒欣         |
| 2024年 | 台視       | 《追分成功起家》 | 許美卿         |

## 電影
| 年份   | 片名         | 飾演   |
| 2017年 | 《神探嬌娃》 | 方怡萍 |

## 外部連結
- 李緻的Facebook專頁
- 李緻的Instagram帳戶